# Benishangul-Gumuz

Benishangul-Gumuz läge i Etiopien.

Regionens flagga.

Benishangul-Gumuz (även Binshangul Gumuz, Benshangul-Gumaz; amhariska: ቤንሻንጉል-ጉምዝ) är en av tolv regioner (kililoch) i Etiopien, bildad 1996 ur västra delen av den tidigare provinsen Gojjam och nordvästra Welega. Regionhuvudstad är Asosa. Regionen hade en folkmängd på 784 345 invånare vid folkräkningen 2007, på en yta av 49 289 km².

## Administrativ indelning
Benishangul-Gumuz delas in i tre zoner, samt två speciella distrikt som ej ingår i någon zon. Zonerna delas i sin tur in i ett antal distrikt (wereda).

### Zoner och distrikt
- Asosa
  - Asosa
  - Bambasi
  - Homesha
  - Kurmuk
  - Menge
  - Odabuldi-Guli
  - Sherkole
- Kemashi
  - Agelo Meti
  - Belojegonfoy
  - Kemashi
  - Sirba Abay
  - Yaso
- Metekel
  - Bulen
  - Dangur
  - Dibate
  - Guba
  - Mandura
  - Wenbera

### Speciella distrikt
- Mao Komo
- Pawe